# MARICENPROG
MARICENPROG è il Centro di Programmazione della Marina Militare, responsabile per lo sviluppo e la gestione del software operativo dei sistemi di comando e controllo (C2) a bordo di tutte le unità navali italiane, nonché per lo sviluppo ed integrazione per i sistemi data link tattici.

## Storia
Le origini di MARICENPROG risalgono al 1968, quando venne istituito a Roma il "Centro di programmazione e addestramento ai Sistemi Automatici di Direzione delle Operazioni di Combattimento della Marina Militare" (MARICENSADOC), con il compito di sviluppare il primo sistema di comando e controllo navale italiano e curare l'addestramento dei futuri operatori.
Il primo sistema di comando e controllo della Marina Militare Italiana venne denominato SADOC, denominazione ripresa dalla Bibbia dal nome del sacerdote ebraico determinante nel portare al trono il re Salomone, il quale dopo avere eretto il Tempio di Gerusalemme, nominò Sadoc quale primo Sommo sacerdote.
Nel 1970, sentita l'esigenza di disporre di un proprio centro per lo sviluppo del software operativo e per gli studi concernenti l'architettura dei sistemi SADOC, MARICENSADOC venne trasferito a Taranto, all'interno del comprensorio di MARICENTADD, il Centro di Addestramento Aeronavale, cambiando la sua denominazione da MARICENSADOC all'attuale denominazione di MARICENPROG, Centro di Programmazione della Marina Militare, veniva formato il personale all'uso dei sistemi, scelta che permise di unire le competenze dei tecnici sviluppatori alle esperienze del personale che impiegava i sistemi a bordo.
Il centro, retto da un capitano di vascello, è alle dipendenze gerarchiche del Comando C4S (Comando, Controllo, Computer, Comunicazioni e Sicurezza) della squadra navale, attualmente opera all'aggiornamento e all'adeguamento dei sistemi di comando e controllo di terza generazione (SADOC 3) che equipaggiano le unità della classe FREMM e nella realizzazione del nuovo sistema (SADOC 4) destinato ad equipaggiare le unità di nuova costruzione.
Il centro fornisce inoltre il proprio Know how per la partecipazione a gruppi di lavoro Internazionali/NATO inerenti l'interoperabilità e lo sviluppo dei sistemi automatizzati di comando e controllo imbarcati nonché il concorso all'addestramento del personale tecnico addetto alla condotta e alla manutenzione dei sistemi SADOC imbarcati.
MARICENPROG partecipa inoltre alla produzione allo sviluppo, sulla base dei requisiti operativi stabiliti dallo stato maggiore della Marina Militare e su sollecitazioni della Brigata marina "San Marco", dei software dei programmi operativi necessari alla "digitalizzazione del campo di battaglia", nell'ambito del progetto interforze "Forza NEC".